# Зернове ембарго (1980)
Зернове ембарго (1980) — торговельні обмеження, прийняті США, що забороняли експорт зерна і техніки в СРСР у відповідь на радянське вторгнення в Афганістан в 1979 році.
Введене з ініціативи адміністрації Джиммі Картера в січні 1980 року. Зняте Рональдом Рейганом в квітні 1981 року. Матеріальні наслідки ембарго були незначними, через те, що СРСР зміг придбати зерно з альтернативних джерел в Південній Америці і Європі.